# Biennal de l'Havana
La Biennal de l'Havana és una mostra d'art contemporani que es duu a terme a l'Havana, Cuba, des de 1984. És organitzada pel Centre d'Art Contemporani Wifredo Lam i es realitza en les instal·lacions de la seva seu -antiga mansió dels Comtes de Peñalver, un edifici del segle xviii declarat Patrimoni de la Humanitat- i altres espais com el Centre Hispanoamericà de la Cultura, el Centre de Desenvolupament de les Arts Visuals, el Museu de Belles Arts i l'Institut Superior d'Art, entre d'altres. La mostra reuneix obres d'artistes internacionals sota un criteri que tradicionalment s'ha enfocat en temes llatinoamericans i del Tercer món.
Des de mitjan dècada de 1990 manté una periodicitat de cada tres anys. Malgrat el seu caràcter triennal, la Biennal conserva el seu nom perquè així ha estat difosa internacionalment des dels seus inicis i respon al concepte original de l'esdeveniment.

## Història
La primera Biennal de l'Havana es va realitzar el 1984 i va estar integrada per artistes d'Amèrica Llatina i el Carib, es va focalitzar en temes com la tradició i la contemporaneïtat, reptes, art, societat i reflexió, memòria i vida urbana. Els treballs dels artistes van incloure obres d'una àmplia varietat de tècniques i tendències com la fotografia, el videoart, la instal·lació i l'acció artística.
Des de la segona edició, el 1986, el focus va ser ampliat per a incloure artistes d'Àfrica i Àsia, consolidant-se també com a lloc de trobada per a artistes «no occidentals».

### Edicions recents
La 10a Biennal de l'Havana va tenir com a títol «Integració i resistència en l'era de la globalització», es va realitzar del 27 de març al 30 d'abril de 2009, en el marc del 25 aniversari de l'esdeveniment. L'equip comissariat designat pel Centre d'Art Contemporani Wifredo Lam va examinar més de 400 obres presentades per artistes de 44 països. A més de l'exhibició d'art, va incloure conferències, classes i tallers, projeccions de documentals i altres activitats. Els artistes van transformar la ciutat en un aparador d'art contemporani, ocupant tots els espais urbans disponibles i galeries municipals. Els temes treballats pels artistes van incloure les relacions entre tradició i realitat contemporània, desafiaments als processos històrics de la colonització, les relacions entre art i societat, els individus i les seves memòries, els efectes del desenvolupament tecnològic en la comunicació humana i la dinàmica de la cultura urbana.
L'edició de 2012, sota el lema «Pràctiques artístiques i imaginaris socials», va reunir a més de 115 artistes de 43 països, amb representacions d'art contemporani de Mèxic, Guatemala, Espanya, Colòmbia, Equador, Argentina, Brasil, Nicaragua i Panamà, entre d'altres.
Per la 12a edició, realitzada entre el 22 de maig i el 22 de juny de 2015, es va plantejar el tema «Entre la idea i l'experiència», un recorregut per la història de la pròpia Biennal. Les majors exposicions van ser «Zona Franca», situada a La Cabaña, i «Darrere del mur», instal·lada al Malecón. A més, va comptar amb una mostra col·lateral que va incloure més de cent intervencions en tota la ciutat i prop de 50 open studios, modalitat que va permetre als artistes compartir els seus espais de creació.

### Artistes
Centenars d'artistes han participat en les diferents edicions de la Biennal de l'Havana, com Antoni Muntadas, Marta Palau Bosch, León Ferrari, Liliana Porter, Arnold Belkin, Fernell Franco, Óscar Muñoz, Ernesto Net, Marco Maggi, Nelson Ramos, Luis Camnitzer, Lacy Duarte, Andrea Goic, Tania Bruguera, José Bedia, Rubén Alpízar Quintana, William Kentridge, Nicholas Hlobo, Jorge Pablo Lima, Geranio Rodríguez, Juvenal Ravelo i Nadín Ospina, entre molts altres.

## Galeria fotogràfica

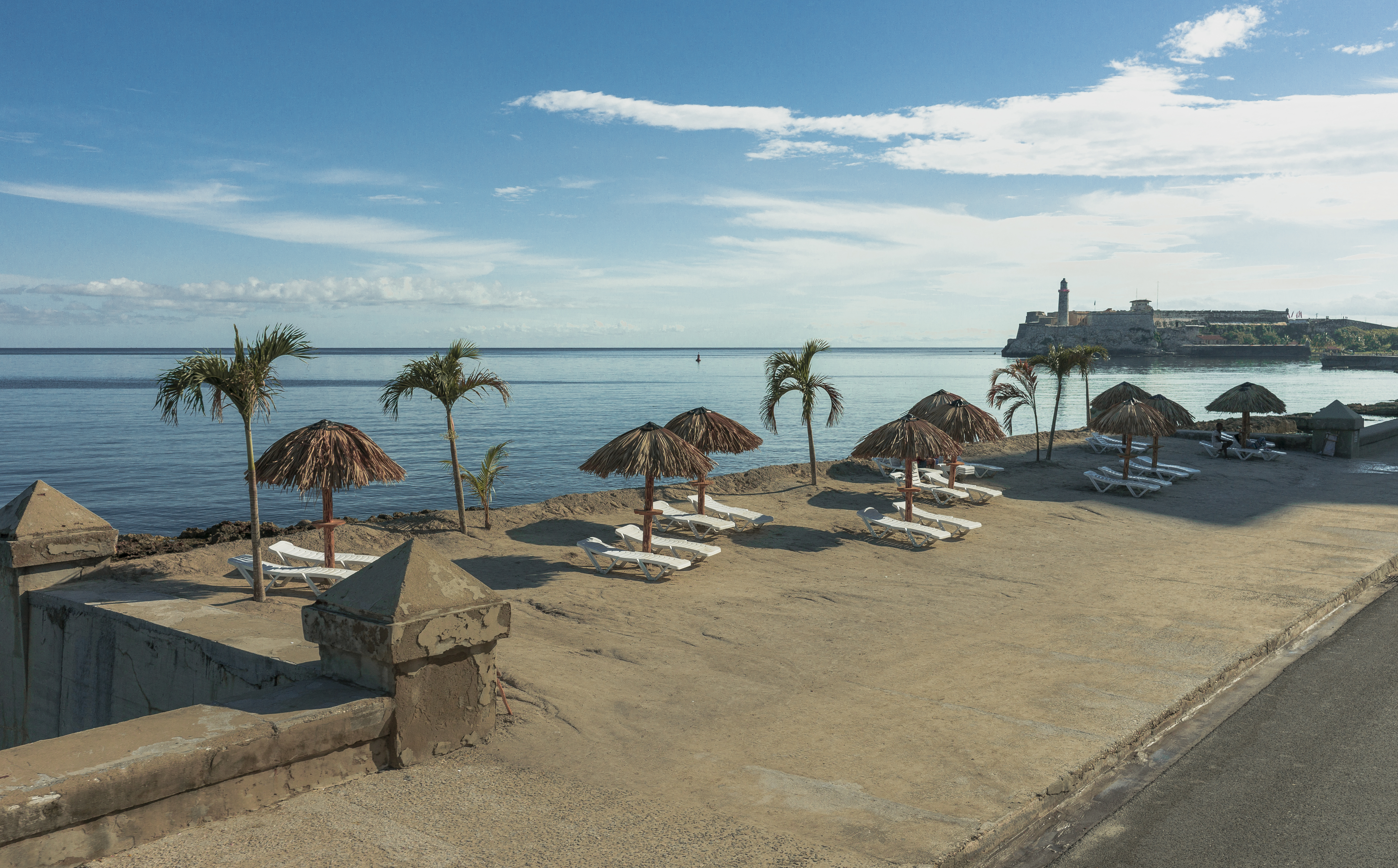
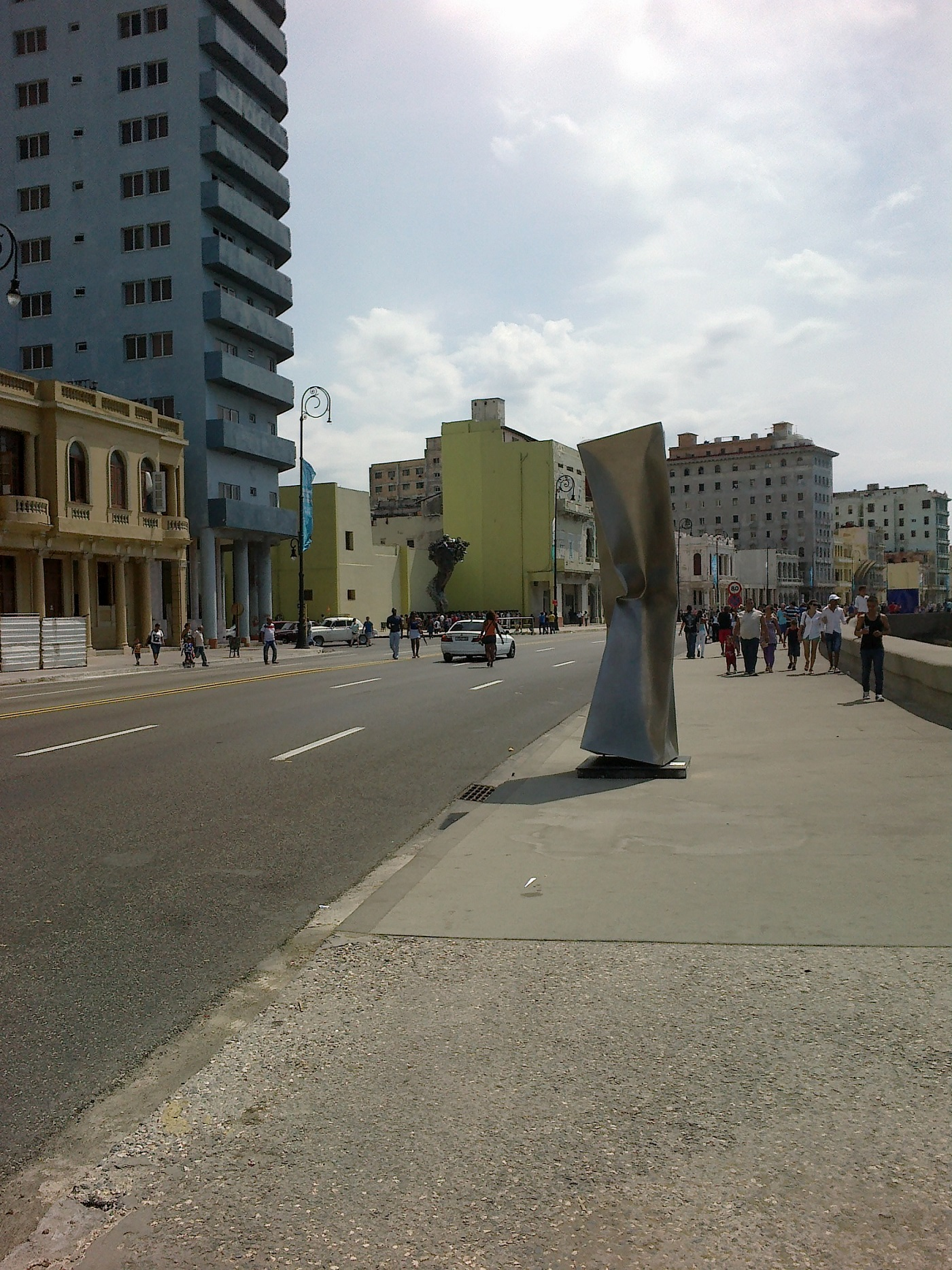
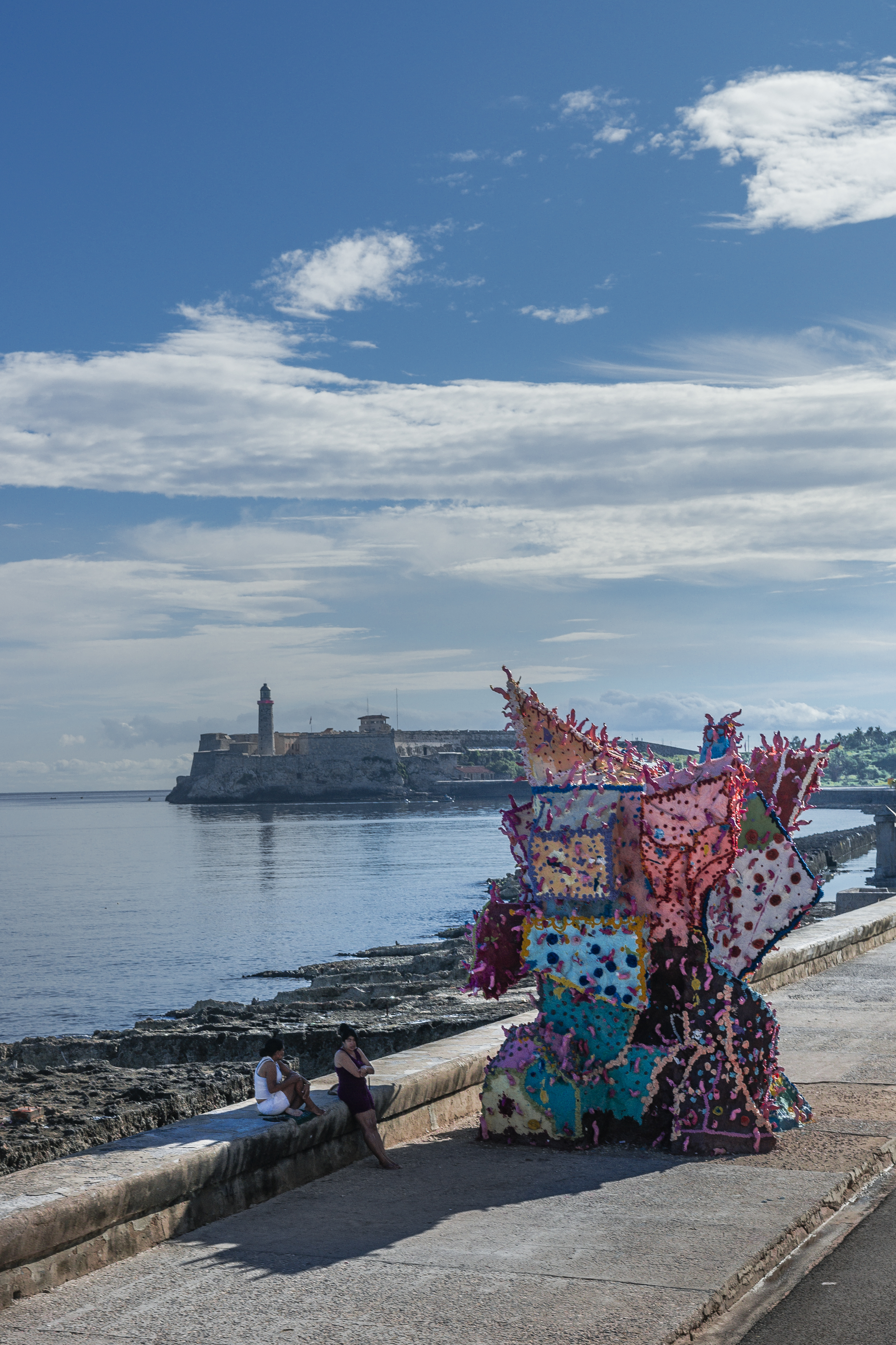
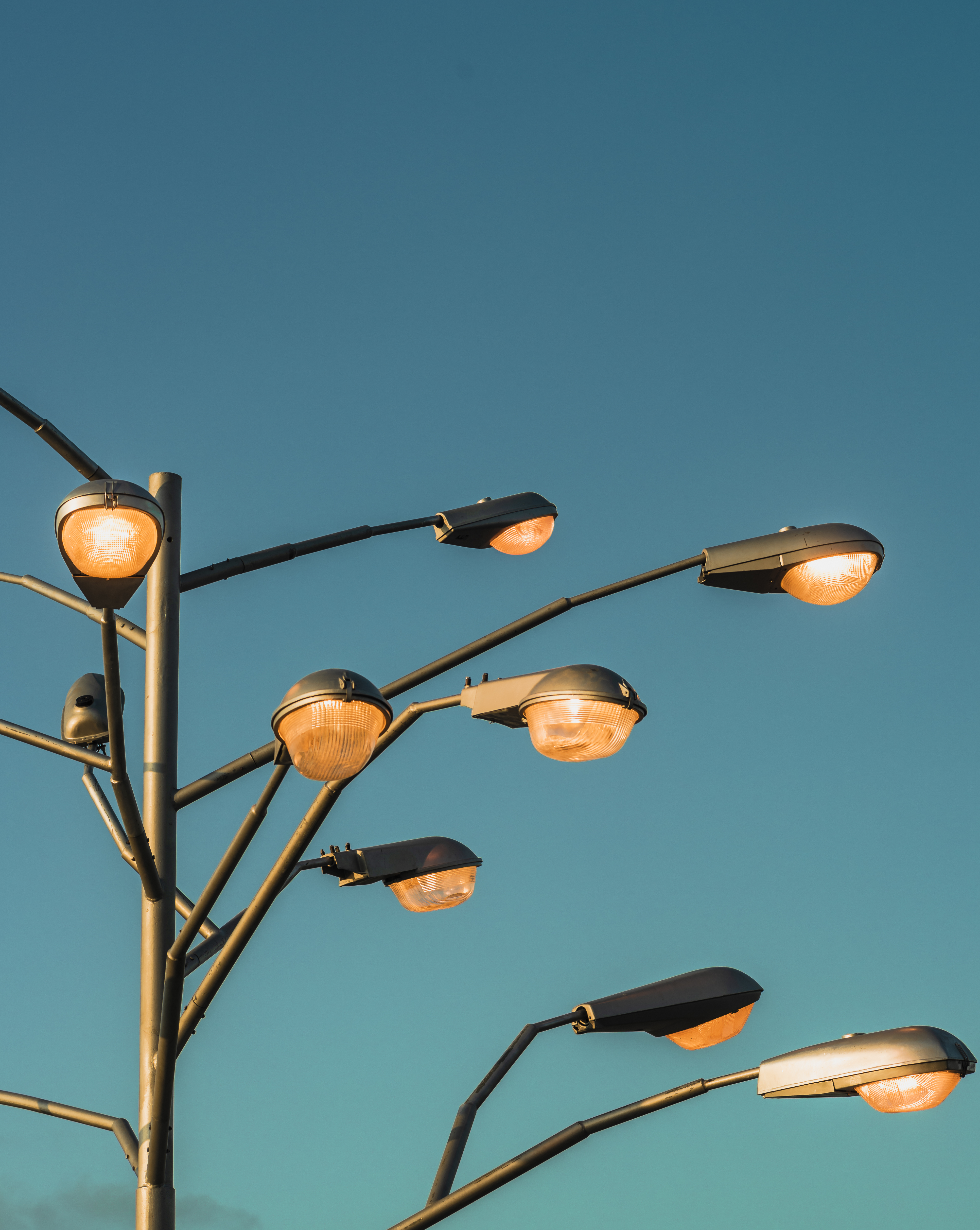
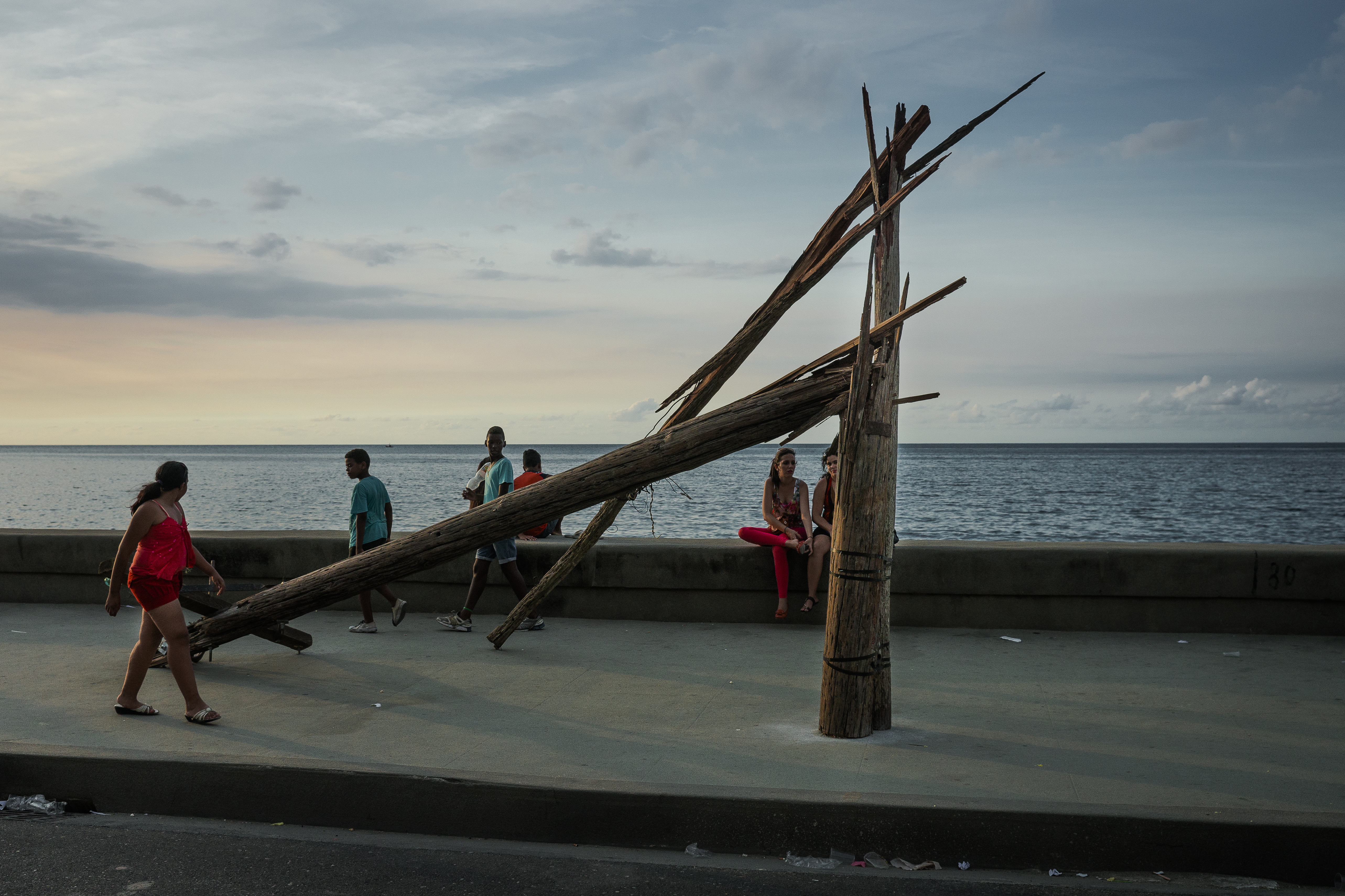